# Divinidylle
Divinidylle è il quarto album in studio della cantante e attrice francese Vanessa Paradis, pubblicato nel 2007.

## Tracce
1. Divine Idylle
2. Chet Baker
3. Les Piles (feat. -M-)
4. Dès que je te vois
5. Les Revenants
6. Junior suite
7. L'Incendie
8. Irrésistiblement
9. La Bataille
10. La Mélodie
11. Jackadi

## Classifiche
| Classifica (2007) | Posizione raggiunta |
| ----------------- | ------------------- |
| Francia           | 1                   |